# Nahořečice
Nahořečice (deutsch Nahorscheditz; veraltet auch Nahoretitz) ist ein Ortsteil der Gemeinde Valeč (Waltsch) im Bezirk Karlsbad in Tschechien.

## Geographie
Nahořečice befindet sich linksseitig über dem Tal der Blšanka in den südöstlichen Ausläufern des Duppauer Gebirges.

## Geschichte

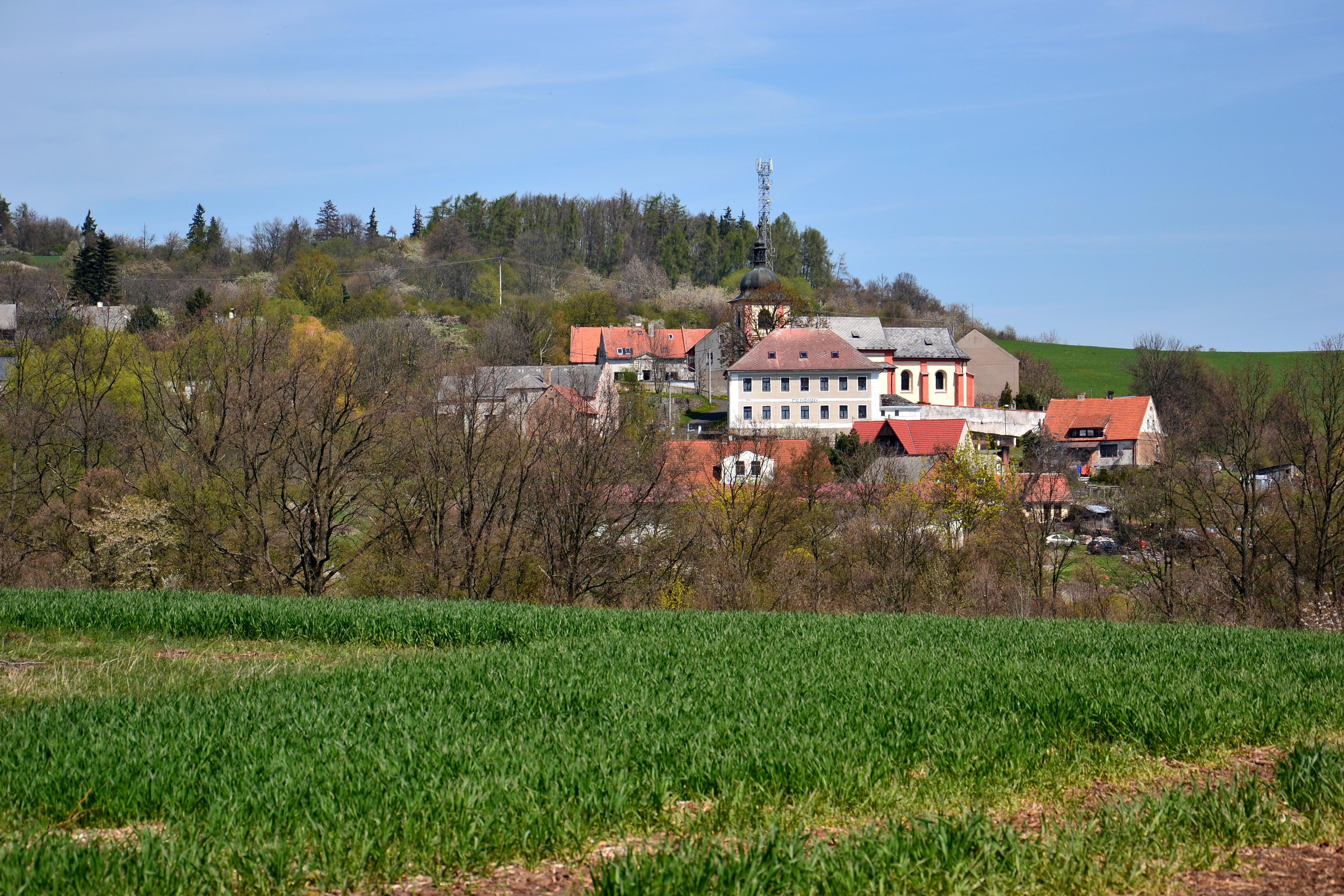
Nahořečice

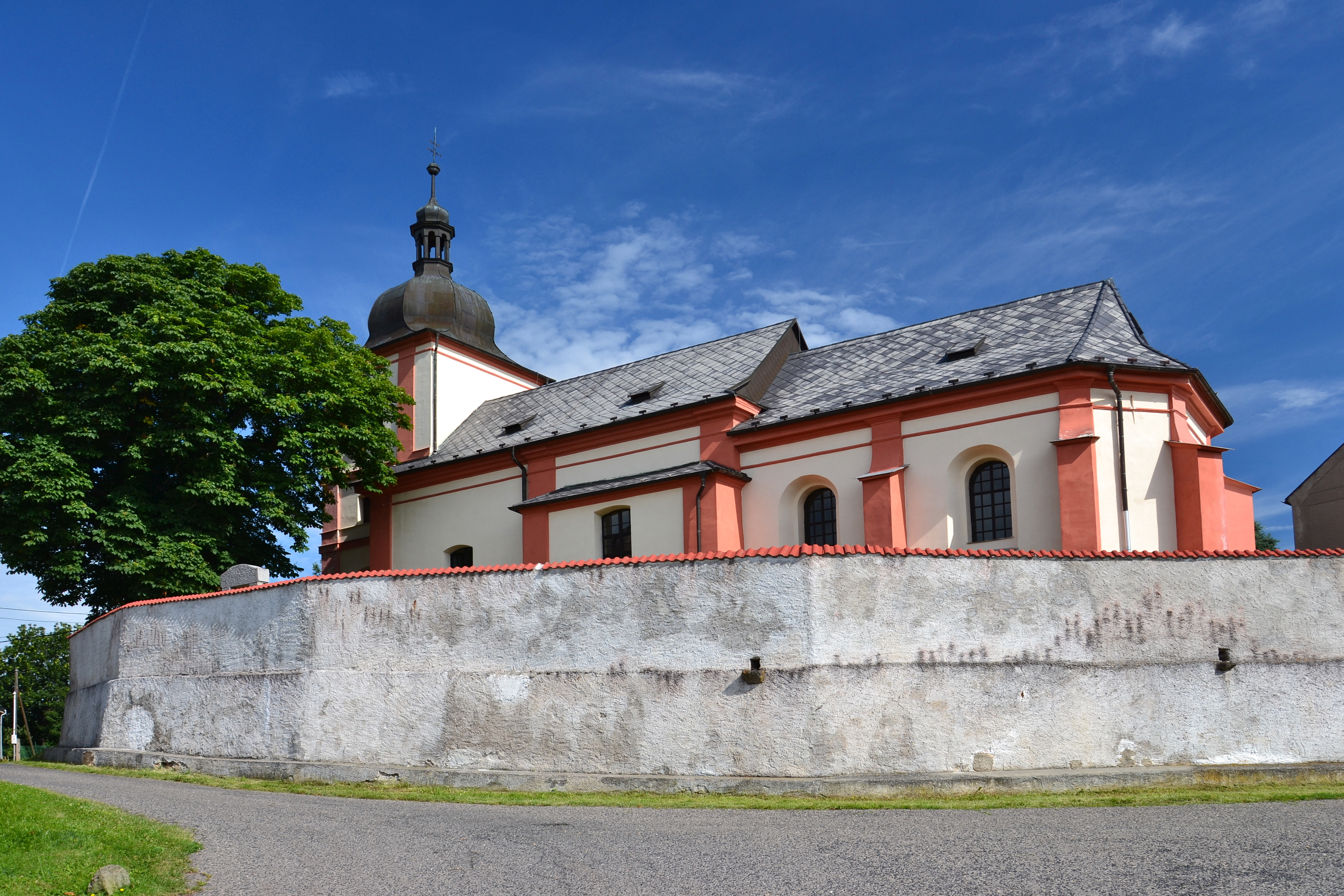
Pfarrkirche St. Wenzel

Nahorscheditz gehörte früher zum Gut Libin, das zusammen mit den Gütern Lubenz, Drahenz und der Herrschaft Chiesch ein Dominium bildete. Besitzer war Mitte des 19. Jahrhunderts der k. k. Kämmerer und Hofrat Prokop Graf Lazansky. Die Pfarrkirche des heiligen Wenzel mit eigenem Seelsorger bestand schon 1359. Über das Patronatsrecht verfügte die jeweilige Herrschaft. 1678 erhielt die Kirche von einer Gräfin von Waldstein eine Stiftung von 20 fl., der Pfarrer empfing 110 fl. und der Schullehrer 20 fl. Die Stiftung haftete später zur Hälfte auf dem Gut Libin und zur anderen Hälfte auf dem Gut Liebkowitz.
1791 ließ Franz Xaver Putz von Breitenbach das Pfarrhaus neu errichten. Zur Pfarrei gehörten Nahorscheditz, Liebkowitz, Groß-Fürwitz, Poschau, Neu-Teplitz, Kosteran und Ober-Dreihöfen. 1847 bestand Nahorscheditz aus 29 Häusern mit 123 Einwohnern, einem Wirtshaus und einer Mühle. Zwei Hausnummern (Pfarrkirche und Schule) gehörten zum Gut Liebkowitz, der Rest zum Gut Libin. Die Patrimonialgerichtsbarkeit wurde im Kaisertum Österreich nach den Revolutionsjahren 1848/49 aufgehoben. Seit 1850 gehörte die Gemeinde zum Bezirk Luditz. 1930 zählte die Pfarrei 1055 Katholiken und 9 Nichtkatholiken.
Nach dem Münchner Abkommen wurde Nahorscheditz 1938 dem Deutschen Reich zugeschlagen und gehörte bis 1945 zum Landkreis Luditz. Nach Beendigung des Zweiten Weltkrieges wurde ein großer Teil der deutschen Bevölkerung vertrieben. Seit 1961 gehört Nahořečice zum Okres Karlovy Vary, im selben Jahre wurde Nahořečice nach Kostrčany eingemeindet. 1975 wurde Nahořečice zum Ortsteil von Valeč.

## Sehenswürdigkeiten
- Pfarrkirche des hl. Wenzel